# يو إف سي 13
يو إف سي 13: القوة المطلقة (بالإنجليزية: UFC 13: The Ultimate Force)‏ هو حدث لفنون القتال المختلطة نظمته يو إف سي، أُقيم في 30 مايو 1997، على جيمس براون أرينا في أوغستا، جورجيا، الولايات المتحدة.